# Francesco Scimeca
Francesco Antonio Scimeca (Palermo, 13 ottobre 1963) è un allenatore di pallacanestro italiano.

## Carriera
Dopo essersi ritirato da giocatore nel 1986, intraprende la carriera da allenatore.
Esordisce come allenatore della Libertas Termini nel 1988, riuscendo ad ottenere promozioni dalla Serie C fino alla massima serie. La promozione in Serie A1 arriva nella stagione 1999-2000. Nonostante periodi di crisi che portano Scimeca a una parentesi al Basket Alcamo in Serie A2, Termini  riesce a permanere in A1 fino al 2003, quando il titolo sportivo viene trasferito a Ribera, dove prende il nome di Ares Ribera.
Scimeca continua a essere l'allenatore anche a Ribera, ma l'esperienza si conclude già a novembre..
Nel 2005 Scimeca riparte da Termini Imerese, cercando di far ripartire il progetto che l'aveva visto protagonista. Dopo aver fatto ripartire il settore giovanile riesce a riportare il Basket Himera in Serie B d'Eccellenza. Nell'estate 2010 ha lasciato la guida della squadra, dichiarando in un'intervista che alla base della decisione c'erano le difficoltà finanziarie, la condizione del palasport e il rapporto con la federazione.